# Damien
Ej att förväxlas med thrash metal-bandet Damien från Uppsala.
Damien är ett svenskt metalband bildat i Karlstad 2003. Bandets musik blandar metal och hardcore, en blandning som ofta kallas metalcore. Damiens sound kan beskrivas som gitarrbaserat, snabbt och tungt med inslag av breakdowns och gungande refränger.
Sedan starten har bandet fått ett rykte om sig att vara ett pålitligt livebandoch gjort åtskilliga spelningar runt om i Sverige, däribland på Arvikafestivalen, Sweden Rock Festival, Augustibuller och Rookiefestivalen samt som förband till Blood for Blood, Fireside, Walls of Jericho, Vomitory m.fl. Damiens första demo (2004) utnämndes dessutom till "Bäst i Sverige" av hårdrockstidningen Close-Up Magazine (#73) i februari 2005.
I maj 2011 tecknade Damien ett skivkontrakt med Big Balls Productions. Det ännu obetitlade debutalbumet släpps under våren 2012.

## Medlemmar
Nuvarande medlemmar
- Pär Gäfvert – sång (2003– )
- Anders Forsell – gitarr (2003– )
- Alexander Eriksson – gitarr (2017– )
- Anders Carlborg – basgitarr (2006– )
- Martin Magnusson – trummor (2003– )

Tidigare medlemmar
- Andreas Jacobsen – basgitarr (2003–2005)
- Elias Håkansson – gitarr (2003–2005)
- Erik Andersson – basgitarr (2005–2006) Per Grönroos – gitarr (2005– 2016)

## Diskografi
Studioalbum
- Carry the Fire (2014, Big Balls Productions)

EP
- Black Heart (2009, The Greatest Records)
- Wermland (2010, Big Balls Productions)

Samlingar (div. artister)
- Big Balls Metal Compilation (2010, Big Balls Productions)